# Сена Комаско
Сена Комаско (итал. Senna Comasco) је насеље у Италији у округу Комо, региону Ломбардија.
Према процени из 2011. у насељу је живело 1880 становника. Насеље се налази на надморској висини од 302 м.

## Становништво
Према резултатима пописа становништва 2011. у општини је живело 3.171 становника.
| 1931. | 1936. | 1951. | 1961. | 1971. | 1981. | 1991. | 2001. | 2011. |
| ----- | ----- | ----- | ----- | ----- | ----- | ----- | ----- | ----- |
| 485   | 502   | 504   | 665   | 967   | 1.390 | 1.726 | 2.766 | 3.171 |